# Confessioni di una maschera
Confessioni di una maschera è il secondo romanzo di Yukio Mishima, pubblicata il 5 luglio 1949. Opera semi-autobiografica narrata in prima persona, il protagonista vi racconta la storia della sua infanzia ed adolescenza e dello sviluppo della propria omosessualità all'inizio celata, fino alla completa accettazione della stessa.
La parola "maschera" del titolo deriva dal modo in cui Kochan è costretto a sviluppare una propria falsa personalità usata per presentarsi agli altri. Crede che tutti intorno a lui siano obbligati a nascondere i propri veri sentimenti gli uni nei confronti degli altri, partecipando così a una grande universale "mascherata".

## Trama
Kochan è un bambino che cresce in una società dal militarismo esasperato e a causa la sua sensibilità, fatica ad inserirsi nel gruppo scolastico. È di costituzione gracile ed un fisico e proprio a causa di questa sua debolezza, viene tenuto lontano dai coetanei. Inoltre è allevato dalla nonna, dura e rigorosa.
Quest'infanzia iper-protetta crea le condizioni per le sue future fantasie di morte, sesso e violenza. Appena entra nella pubertà, inizia a provare una forte attrazione per i ragazzi del suo stesso sesso, rammentandosi che già da bambino era affascinato dai petti nudi degli uomini che vedeva durante le manifestazioni per strada.
Kochan non riesce ad ammettere neppure a se stesso che sia attratto sessualmente dagli altri uomini, nascondendo il suo stato d'animo dietro ad una smodata ammirazione nei confronti della mascolinità e della forza, sia in ambito militare che sportivo.
Si ricorderà di un libro illustrato che sfogliò a quattro anni, di quanto era attratto dall'eroico cavaliere occidentale, di quando la sua baby sitter gli disse che quello da lui chiamava eroe a cavallo è in realtà una donna, Giovanna d'Arco. Resterà infastidito dal fatto che una donna si fosse travestita da uomo e l'avesse ingannato, avendolo fino ad allora considerato come un autentico modello di virilità.
Dopo aver scoperto la masturbazione attraverso la foto di un quadro di Guido Reni raffigurante San Sebastiano trafitto dalle frecce, sviluppa un'infatuazione per il corpo dell'amico e compagno di scuola Omi. Crescendo si sforzerà d'innamorarsi di una ragazza di nome Sonoko, ma sarà continuamente tormentato dalla sua latente omosessualità, senza mai riuscire ad accettarla ed uscire allo scoperto.

## Edizioni italiane
- Confessioni di una maschera, trad. dall'inglese di Marcella Bonsanti [dall'edizione americana di Meredith Weatherby], Collana I Narratori n.146, Milano, Feltrinelli, febbraio 1969. - Collana i Garzanti, Milano, Garzanti, 1976; Collana UEF, Milano, Feltrinelli, novembre 1981-2024.
- Confessioni di una maschera, trad. dal giapponese di Andrea Maurizi, in  Mishima Yukio, Romanzi e racconti 1949-1961, a cura di Maria Teresa Orsi, Collana I Meridiani, Milano, Mondadori, settembre 2004, ISBN 978-88-044-9393-8.
- Confessioni di una maschera, traduzione di Andrea Maurizi, Collezione Le Comete, Milano, Feltrinelli, gennaio 2025, ISBN 978-88-075-3048-7.